# Avenida Colón (Calarcá)
La Avenida Colón es una vía principal en el municipio de Calarcá, Colombia. Recorre 1,2 km la ciudad de centro a sur. Es una de las zonas más importantes en la economía del municipio. En 2017 se realizó su remodelación y ampliación. Históricamente, el desfile del Yipao inicia desde el sur de la avenida hasta llegar el centro de la ciudad, en la Galería.

## Trazado

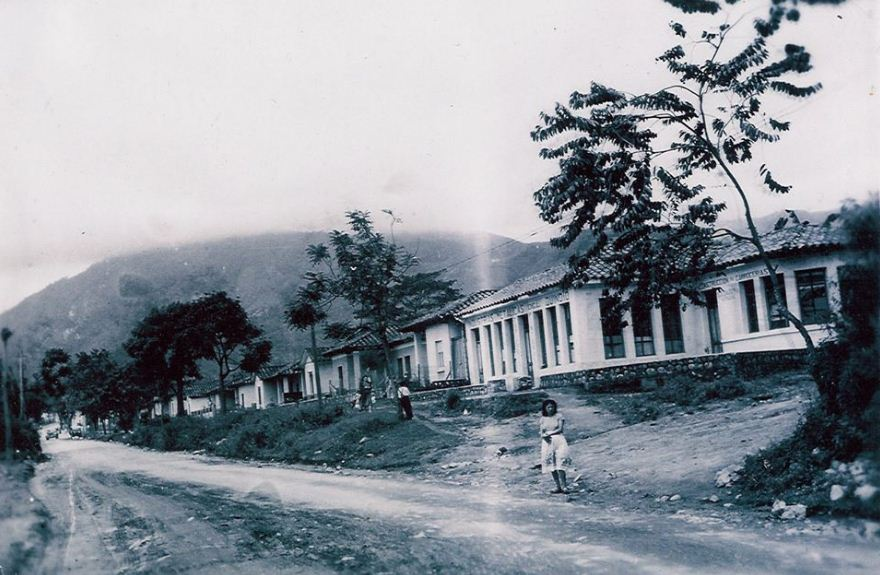
Avenida Colón con Calle 18 (c. 1950).

La vía inicia en la Carrera 25 con calle 30, en el sector denominado Las Partidas. Cruza las Carreras 26 y 27, luego atraviesa las calles 20 y 21. Cruza la Calle 17, ingreso a la Urbanización Veracruz, uno de los barrios más grandes del municipio, para finalizar en el Sur, con el Parque El Cacique en la conexión de la Ruta Nacional 40, en los alrededores del Barrio La Pista.
Sobre la vía se encuentran estaciones de Servicio, supermercados, fábricas, discotecas, bares, restaurantes, iglesias y comercio. La vía entró en funcionamiento en la década de 1920.[cita requerida]

## Sitios relevantes en la vía
- Jardín Infantil Las Amapolas
- Parroquia Cristo Rey
- Parque Hotel Cacique
- Ancianato Hogar del Anciano
- Cementerio Nuestra Señora del Carmen
- Parque Comercial Cacique
- Parque El Cacique